# Saint-Antoine-d’Auberoche
Saint-Antoine-d’Auberoche (okzitanisch: Sent Antòni-d’Auba Rocha) ist eine Ortschaft und eine Commune déléguée in der französischen Gemeinde Bassillac et Auberoche mit 137 Einwohnern (Stand: 1. Januar 2022) im Département Dordogne in der Region Nouvelle-Aquitaine. Die Einwohner werden Saint-Antoinnais genannt.
Saint-Antoine-d’Auberoche wurde mit Wirkung vom 1. Januar 2017 mit fünf weiteren Gemeinden zur Commune nouvelle Bassillac et Auberoche zusammengelegt. Die Gemeinde Saint-Antoine-d’Auberoche gehörte zum Arrondissement Périgueux und zum Kanton Haut-Périgord Noir.

## Geographie
Saint-Antoine-d’Auberoche liegt in der Landschaft Périgord, etwa 17 Kilometer ostsüdöstlich von Périgueux. 

## Bevölkerungsentwicklung
| Jahr                       | 1962 | 1968 | 1975 | 1982 | 1990 | 1999 | 2006 | 2013 |
| Einwohner                  | 109  | 105  | 107  | 126  | 115  | 146  | 149  | 162  |
| Quellen: Cassini und INSEE |      |      |      |      |      |      |      |      |

## Sehenswürdigkeiten
- Kirche Saint-Antoine aus dem 12./13. Jahrhundert
- Schloss La Cave aus dem 17. Jahrhundert

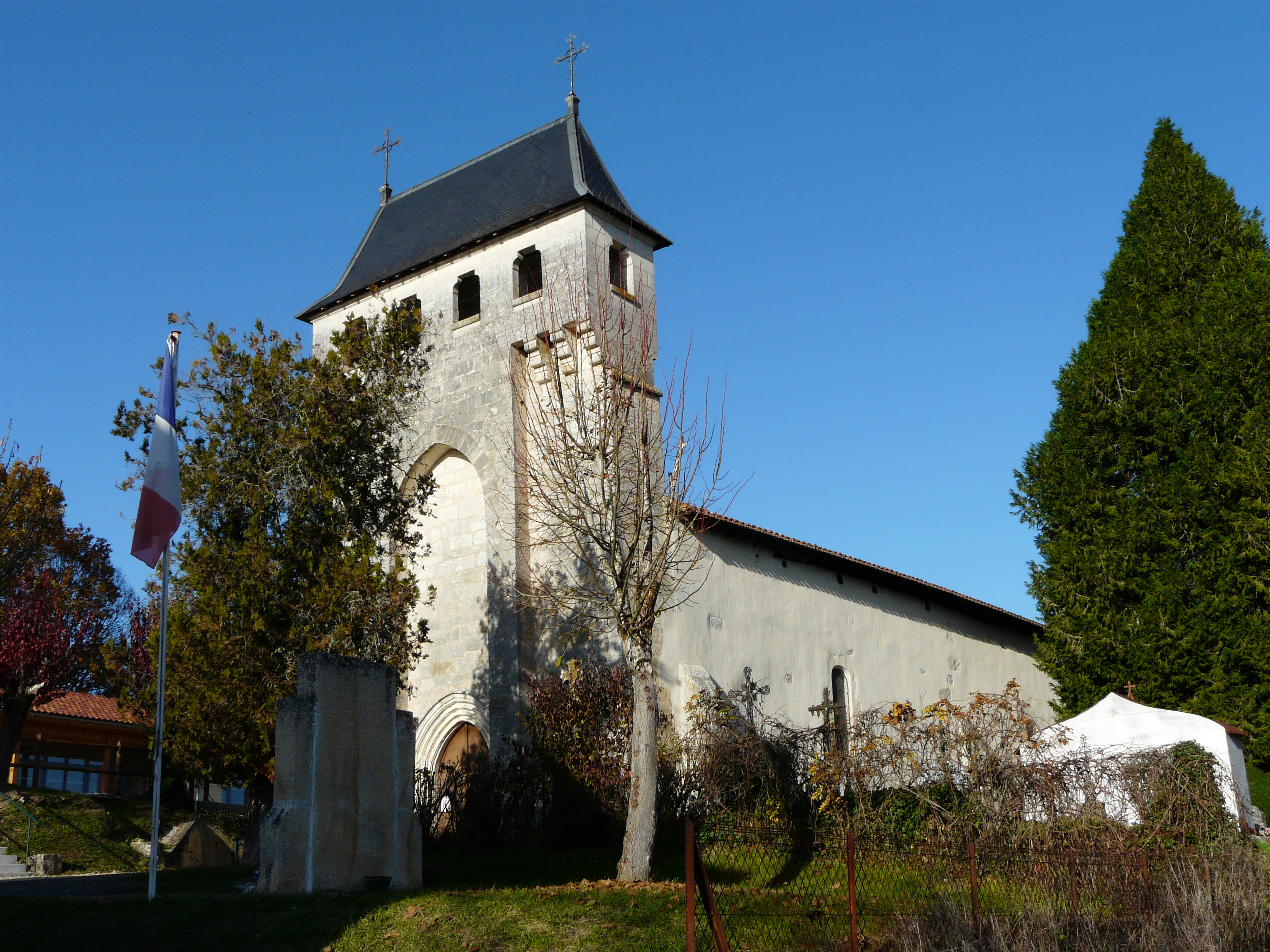
Kirche Saint-Antoine
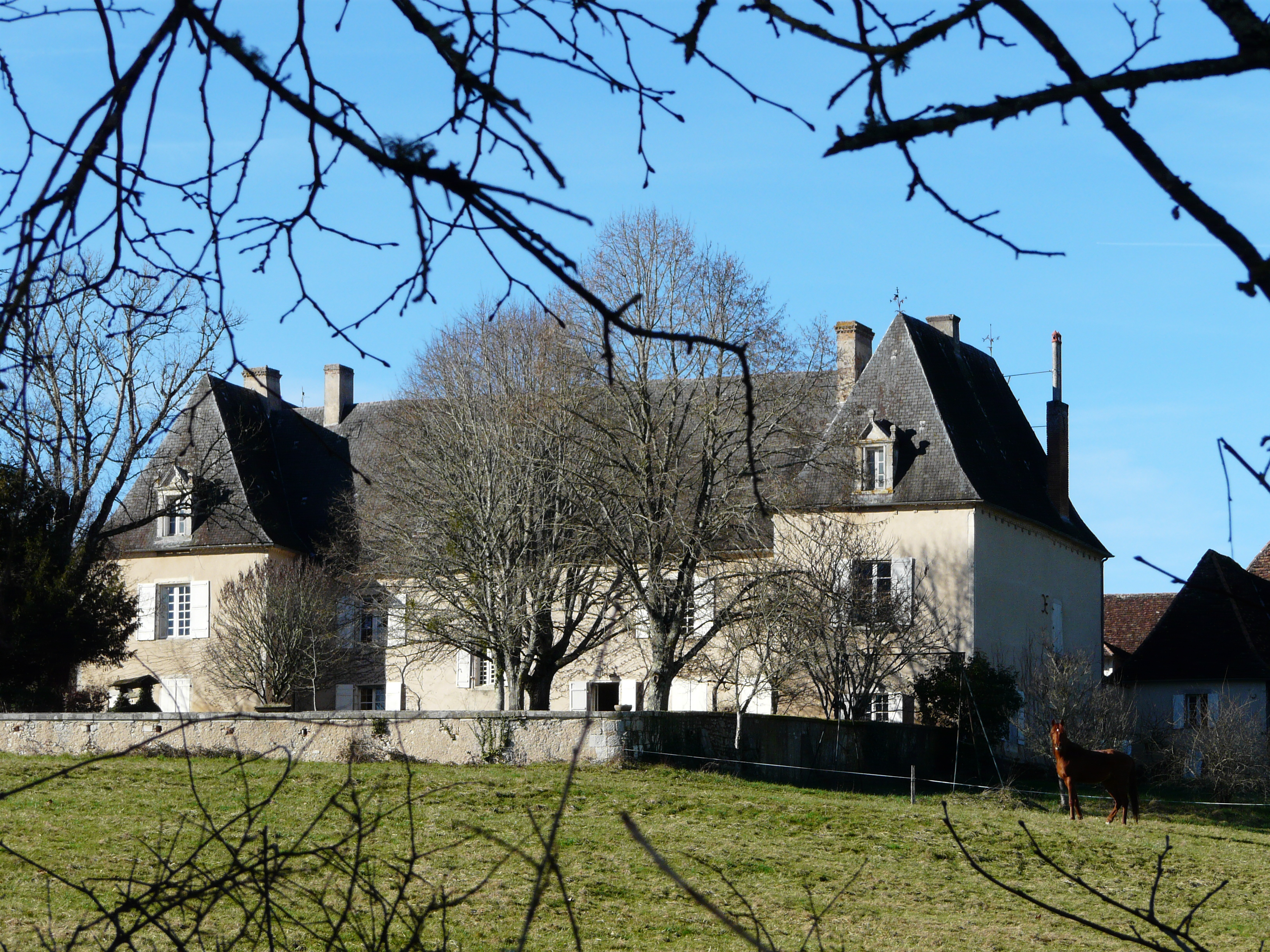
Schloss La Cave